# 今井隆吉
今井 隆吉（いまい りゅうきち、1929年2月16日ー2012年10月10日）は、日本の原子力問題の専門家、外交官、新聞記者、原子力技術者、科学評論家。専門は核不拡散、保障措置など。

## 略歴
1929年（昭和4年）、父今井文平（元大倉鉱業、元大倉商事会長）、母信子（または信、小坂善之助五女）の五男として東京に生まれる。兄に今井兼一郎（元日本機械学会会長）がある。元外務大臣小坂善太郎、元運輸大臣小坂徳三郎兄弟らは従兄弟にあたる。
少年時代、エドウィン・O・ライシャワー夫人から英語を習った。
旧制東京府立高等学校から、1952年東京大学理学部数学科卒、ガリオア資金で米国留学し、フレッチャー法律外交大学院(M.A)および1956年ハーバード大学大学院国際関係学修士(A.M)。1961年アルゴンヌ国立原子力研究所留学。「核物質保障措置技術の理論」で1974年工学博士（原子力工学、東京大学）。
1956年朝日新聞科学記者（水戸支局）、1958年日本原子力発電に転じ、燃料課長・技術部長を歴任。外務省参与を兼ねる。1980年から1982年クウェート大使、1982年から1986年ジュネーヴ国連軍縮会議日本政府代表部特命全権大使、1987年から1990年メキシコ大使などを歴任したのち、杏林大学社会科学部教授、原子力委員会参与、世界平和研究所首席研究員・理事、日本原子力産業会議（日本原子力産業協会の前身）常任顧問、上智大学客員教授、ストックホルム国際平和研究所（SIPRI）理事を務めた。
日本で初めて「原子の火」が灯った1957年8月、茨城県東海村の日本原子力研究所の研究用原子炉を朝日新聞記者として取材。英語力を買われ、日本原子力発電（原電）に転職した。原電当時の部下に与謝野馨がいる。原電技術部長時代に外務省参与として米国ジミー・カーター政権と極秘に交渉し、使用済み核燃料の再処理に米国の同意は不要とする日米原子力協定改定の足がかりをつくった（改定は1988年）。大平正芳内閣の民間人大使のひとりとしてクウェート大使に着任。1981年の国際原子力機関（IAEA）事務局長選挙に備え、大使としての箔付けや中東のIAEA理事国訪問の都合を考慮した人事とされるが、選挙では米国の積極的な支持を得られず、西側諸国から候補が乱立し票が割れて落選した（スウェーデン元外相のハンス・ブリックスが当選）。ジュネーヴ軍縮会議代表部大使在任中の1985年には核不拡散条約（NPT）再検討会議で議長を務めた。

## 著書
- 『科学と国家 ビッグ・サイエンスの論理』中公新書 1968
- 『核燃料時代 巨大科学から巨大産業へ』東洋経済新報社 1970
- 『国際査察』朝日新聞社 1971
- 『核利用時代の発想』日本経済新聞社 1973
- 『「核」と現代の国際政治』日本国際問題研究所 (国際問題新書)　1977
- 『核新時代とエネルギー戦略』電力新報社 (現代エネルギー選書) 1979
- 『核軍縮 軍備管理の実態』サイマル出版会 1987
- 『民間大使覚え書』電力新報社 1988
- 『武器の逆襲 冷戦後の核管理をどうするか』東洋経済新報社 1992
- 『IAEA査察と核拡散』日刊工業新聞社 1994
- 『科学と外交 軍縮、エネルギー、環境』中公新書 1994
- 『広島、長崎から半世紀、核の現状と展望 20世紀を支配する4つの妖怪について』世界平和研究所 1995
- 『核兵器とは何か 核廃絶のために』エネルギー政策を考える会 1996

### 共編著
- 『あすの原子力』末田守共著 日本工業新聞社 1971
- 『原子力と人間の環境』板倉哲郎共著 日刊工業新聞社 1972
- 『国家意識なき日本人』今井等談,企画監修: 福田恆存 高木書房 (日本の将来)　1976
- Nuclear Energy And Nuclear Proliferation: Japanese And American Views, Ryukichi Imai and Henry S. Rowen, Westview Press, 1980/Routledge, 2020.
- 『核兵器解体 恐怖の均衡から「平和の配当」へ』佐藤誠三郎共編著 電力新報社 1993
- 『ポスト冷戦と核』田久保忠衛,平松茂雄共編 勁草書房 1995
- 『脱「2010年の危機」 世界のエネルギー安全保障のために』ウィリアム・F.マーチン,ヘルガ・スティーグ共著,日米欧委員会編 日本電気協会新聞部 1997
- 『新しい世界像 グローバリゼーションへの理論的アプローチ』細谷龍平共編著 世界平和研究所 1998
- 『冷戦後の東アジアと軍備管理 日米共同研究プロジェクト最終報告書』山内康英共編 国際文化会館 1999

### 翻訳
- 『リリエンソール日記』全3巻　末田守共訳 みすず書房 1968-69

## 論文
- <今井隆吉